# Bernard M. Oliver
Bernard M. Oliver (1919 — 23 de novembro de 1995) foi um engenheiro e cientista estadunidense que fez contribuições em diversos campos como o do radar, o televisivo e o da computação. Bernard foi o fundador e diretor dos laboratórios da Hewlett Packard (HP) até sua aposentadoria em 1981, também sendo um reconhecido pioneiro do SETI.